# کمارس
کُمارِس (اسپانیایی: Comares، عربی: قمارش) دهستانی است در استان مالاگا در بخش خودمختار اندلس اسپانیا. 
این دهستان از مالاگا ۳۰ کیلومتر و از مادرید ۵۸۰ کیلومتر فاصله دارد.
جمعیت آن ۱۴۱۹ نفر است.